# Formele lading
In de scheikunde is formele lading (formal charge, FC) de lading die aan een atoom in een molecuul of samengesteld ion wordt toegekend met als uitgangspunt dat elektronen in een chemische binding gelijkwaardig worden gedeeld door de atomen, zonder rekening te houden met verschil in elektronegativiteit.
De formele lading van elk atoom in een molecuul of samengesteld ion kan met behulp van de volgende formule worden berekend:
{\displaystyle FC=V-N-{\frac {B}{2}}}
Hierbij is 
- V het aantal valentie-elektronen van een geïsoleerd atoom in de grondtoestand; 
- N het aantal niet-bindende valentie-elektronen van dat atoom in een molecuul of samengesteld ion en 
- B het totaal aantal gemeenschappelijke valentie-elektronen van dat atoom in covalente bindingen met andere atomen in het molecuul of samengesteld ion. Een covalente binding heeft twee gemeenschappelijke elektronen.
Bij het bepalen van de correcte Lewisstructuur (of de belangrijkste resonantiestructuur) van een molecuul of samengesteld ion, wordt de structuur zo gekozen dat de formele lading (ongeacht het teken) op elk atoom zo klein mogelijk is.

## Voorbeelden

Methaan
Het ammoniumion

- Methaan:
  - Het koolstofatoom: FC = 4 - 0 - (8/2) = 0
  - Elk waterstofatoom: FC = 1 – 0 – (2/2) = 0

De som van de formele ladingen (0) geeft aan dat het methaanmolecuul ongeladen is.
- Het ammoniumion:
  - Het stikstofatoom: FC = 5 – 0 - (8/2) = +1
  - Elk waterstofatoom: FC = 1 – 0 – (2/2) = 0

De som van de formele ladingen is +1, gelijk aan de lading van het ammoniumion.
- Ozon

Grensstructuren van ozon

  - Het ozonmolecuul heeft twee grensstructuren die elkaars spiegelbeeld zijn.
  - Het middelste zuurstofatoom: FC = 6 – 2 - (6/2) = +1
  - Het dubbelgebonden zuurstofatoom: FC = 6 – 4 - (4/2) = 0
  - Het enkelgebonden zuurstofatoom: FC = 6 – 6 - (2/2) = -1

De som van de formele ladingen (0) laat zien dat het ozonmolecuul ongeladen is.